# River Avon (vattendrag i Storbritannien, England, Devon)
River Avon är ett vattendrag i Storbritannien.   Det ligger i grevskapet Devon och riksdelen England, i den södra delen av landet, 300 km sydväst om huvudstaden London.